# Kleiner
Kleiner ist ein deutscher Familienname.

## Herkunft und Bedeutung
Kleiner ist eine Variante des Familiennamens Klein. Siehe dort zu weiteren Informationen.

## Namensträger
- Alfred Kleiner (1849–1916), Schweizer Physiker
- Alyssa Kleiner (* 1993), US-amerikanische Fußballspielerin
- Arthur Kleiner (1903–1980), österreichischer Filmkomponist
- Barbara Kleiner (* 1952), deutsche Übersetzerin
- Blasius Kleiner, siebenbürgischer Franziskaner im 18. Jahrhundert in Siebenbürgen
- Bruce Kleiner, US-amerikanischer Mathematiker
- Danielle Vallet Kleiner (* 1958), französische Videokünstlerin
- Denise Hilfiker-Kleiner (* 1961), Schweizer Biologin, Hochschullehrerin und Medizindekanin in Deutschland
- Ernst Kleiner (1871–1951), deutscher Verwaltungsjurist, Landrat und Präsident des DSGV
- Ernst Eberhard Kleiner (1871–1951), deutscher Verwaltungsjurist, Landrat und Bankmanager
- Eugene Kleiner (1923–2003), US-amerikanischer Ingenieur und Risikokapitalgeber
- Felicitas Kleiner (* 1976), deutsche Journalistin, Filmkritikerin und Autorin
- Flavia Kleiner (* 1990), Schweizer Politaktivistin
- Fritz Kleiner (1893–1974), deutscher Politiker (DNVP)
- Gerhard Kleiner (1908–1978), deutscher Klassischer Archäologe
- Gottfried Kleiner (1691–1767), deutscher Kirchenlieddichter
- Hans Kleiner (1907–1981), deutscher Ingenieur
- Harry Kleiner (1916–2007), US-amerikanischer Drehbuchautor und Filmproduzent
- Hartmann Kleiner (* 1942), deutscher Verbandsjurist
- Helga Kleiner (* 1935), deutsche Politikerin (CDU)
- Helmut Kleiner (1902–1987), deutscher Chemiker
- Israel Kleiner (Biochemiker) (1885–1966), US-amerikanischer Biochemiker
- Israel Kleiner (Mathematiker) (* vor 1967), kanadischer Mathematiker und Mathematikhistoriker
- Jeremy Kleiner (* 1976), US-amerikanischer Filmproduzent
- John J. Kleiner (1845–1911), US-amerikanischer Politiker
- Joseph Kleiner (1725–1786), deutscher Jesuit, Kirchenrechtler und Theologe
- Juliusz Kleiner (1886–1957), polnischer Philosoph und Literaturhistoriker
- Jürgen Kleiner (* 1933), deutscher Diplomat und Hochschullehrer
- Konrad Nikolaus Kleiner (* 1953), österreichischer Sportwissenschafter und Hochschullehrer
- Marcus S. Kleiner (* 1973), deutscher Medienwissenschaftler und Publizist
- Marianne Kleiner (* 1947), Schweizer Politikerin (FDP)
- Matthias Kleiner (* 1955), deutscher Ingenieurwissenschaftler und Präsident der Deutschen Forschungsgemeinschaft
- Michael Kleiner (Politiker) (* 1948), israelischer Politiker
- Michael Kleiner (Verwaltungsjurist) (* 1967), deutscher politischer Beamter
- Olivier Kleiner (* 1996), Schweizer Fußballspieler
- Oskar von Kleiner (1882–1947), österreichischer Maler
- Rudolf Kleiner (Jurist) (1758–1822), deutscher Jurist und Verwaltungsbeamter
- Rudolf Kleiner (Eisschnellläufer) (1924–2012), Schweizer Eisschnellläufer
- Salomon Kleiner (1700–1761), deutscher Architekturzeichner und Kupferstecher
- Sebastian Kleiner (* 1972), deutscher Skilangläufer
- Sighard Kleiner (1904–1995), 79. Generalabt des Zisterzienserordens und Konzilsvater
- Towje Kleiner (1948–2012), deutscher Schauspieler und Drehbuchautor
- Ulf Kleiner (* 1973), deutscher Pianist und Musikproduzent
- Ulrich Kleiner (1927–2002), deutscher Jurist und Verwaltungsbeamter
- Valeria Kleiner (* 1991), deutsche Fußballspielerin
- Viktor Kleiner (Archivar) (1875–1950), österreichischer Archivar, Denkmalpfleger und Historiker
- Viktor Kleiner (Politiker) (1902–1987), österreichischer Politiker (SPÖ)